# Febră
Febra, sau pirexia,  este un simptom al unei inflamații, infecții, intoxicații sau al unei alte boli, ce se manifestă prin creșterea anormală a temperaturii corpului produsă de hipotalamus.

## Tipuri de febră
Se întâlnesc patru tipuri de febră:

În mod normal febra reprezintă creșterea temperaturii corpului peste 38°C

- starea subfebrilă (o temperatură de până la 37,5 °C)
- febră ușoară (37.5 - 38° C)
- febră (o temperatură între 38 °C și 39 °C)
- febră ridicată (o temperatură între 39 °C și 40,5 °C)
- Hiperpirexie (o temperatură de peste 40,5 °C)

Cea mai mare temperatură pentru un organism uman a fost înregistrată la data de: Iulie 10, 1980 de către Willie Jones, în vârstă de 52 de ani: 46,5 °C.

## Caracteristici
Febra este de multe ori însoțită de frison, senzație de "piele de găină", roșeață, transpirație, greață, senzație de vomă, dureri de cap etc.

## Cauze
Hipotalamusul acționează ca termostatul organismului. Când sistemul imunitar a depistat un focar de infecție în organism, trimite o substanță chimică numită pirogen către hipotalamus cu ajutorul sistemului circulator. Odată ajuns la hipotalamus, acesta crește temperatura corpului și o menține constantă pentru a opri posibila răspândire a infecției în organism.
Copiii mici sunt mai predispuși la schimbări de temperaturi bruște, necontrolate și dese deoarece sistemul imunitar nu este suficient de dezvoltat și experimentat pentru a schimba și menține o temperatură constantă în cazul unei infecții. Problema dispare odată cu înaintarea în vârstă.

## Soluții
Infecțiile în organism pot fi tratate cu medicamentație corespunzătoare cu prescripție de la medicul specialist.
Este indicat ca tratamentul copiilor mici sa fie administrat cu mai multă atenție deoarece în această parte a vieții lor organismul este în stagiul de dezvoltare timpurie și deci, mult mai sensibil și predispus la infecții.